# Zagadnienia Informacji Naukowej
Zagadnienia Informacji Naukowej (ZIN; p-ISSN 0324-8194, e-ISSN 2392-2648) to najstarsze polskie czasopismo naukowe z zakresu informatologii (nauki o informacji, informacji naukowej). Znajduje się na liście B czasopism punktowanych Ministerstwa Nauki i Szkolnictwa Wyższego; jest indeksowane w bazach: Central European Journal in Social Sciences and Humanities (CEJSH), CYTBIN, ERIH Plus, Google Scholar, Index Copernicus, Library and Information Science and Technology Abstracts (EBSCO), Polska Bibliografia Bibliologiczna PBB), Worldcat.

## Historia
Czasopismo powstało w 1962 jako periodyk poświęcony problematyce działalności naukowo-informacyjnej, w szczególności prowadzonej przez ośrodki informacji naukowej PAN. Wydawane było przez Ośrodek Dokumentacji i Informacji Naukowej Polskiej Akademii Nauk (ODIN PAN, od 1975 Ośrodek Informacji Naukowej PAN – OIN PAN), wówczas pod tytułem „Biuletyn ODIN PAN”, pod którym ukazywało się do 1971. W 1962 wydano tylko jeden numer „Biuletynu ODIN PAN”, od 1963 publikowano go jako pół-rocznik. W 1972 zmieniono tytuł na „Zagadnienia Informacji Naukowej” (ZIN) i nadano czasopismu charakter ogólnokrajowy, obejmując jego profilem tematycznym problematykę teorii i praktyki informacji naukowej. Czasopismo w szczególności zajmowało się problematyką projektowania języków informacyjno-wyszukiwawczych oraz indeksowania i klasyfikowania dokumentów. W 1994, w związku z reorganizacją PAN i likwidacją OIN PAN, funkcję wydawcy ZIN objęło Stowarzyszenie Bibliotekarzy Polskich, a współwydawcą został Instytut Bibliotekoznawstwa i Informacji Naukowej Uniwersytetu Warszawskiego (od 1997 Instytut Informacji Naukowej i Studiów Bibliologicznych UW). Od 2016 współwydawcą ZIN jest Wydział Dziennikarstwa, Informacji i Bibliologii UW. Inicjatorem powstania i pierwszym redaktorem naczelnym ZIN był Kazimierz Leski, który pełnił tę funkcję w latach 1972–1974. Kolejnymi redaktorami naczelnymi ZIN byli Bronisław Ługowski (1975-1992) i prof. dr hab. Bożenna Bojar (1992 – 2013). W 2013 funkcję redaktora naczelnego objęła prof. dr hab. Barbara Sosińska-Kalata, powołano nowy zespół redakcyjny, a wraz z tymi zmianami przedefiniowano profil tematyczny i umiędzynarodowiono czasopismo, w którym regularnie zaczęto publikować artykuły w dwóch językach: polskim i angielskim. Nadano czasopismu interdyscyplinarny charakter, szerzej otwierając je na problematykę badań informacyjnych prowadzonych nie tylko w informatologii, ale również w innych naukach humanistycznych i społecznych, a także technicznych. Do Rady Redakcyjnej zaproszono specjalistów reprezentujących różne dyscypliny oraz różne, zarówno polskie, jak i zagraniczne, ośrodki badawcze. Do tytułu czasopisma dołączono podtytuł: Studia Informacyjne. Jako oficjalną wersję anglojęzyczną tytułu przyjęto „Issues in Information Science -- Information Studies”. Od nr 2014/2 czasopismo wydawane jest równolegle w wersji papierowej i elektronicznej.

## Redaktorzy naczelni
- Kazimierz Leski (1972)
- Bronisław Ługowski (1972-1992)
- Bożenna Bojar (1992-2013)
- Barbara Sosińska-Kalata (2013-)

## Profil tematyczny
Celem czasopisma jest zapewnienie forum dla rozpowszechniania wyników badań z zakresu nauki o informacji (informatologii) oraz innych dyscyplin, w których podejmowane są analizy społecznych i technologicznych aspektów działalności informacyjnej prowadzonej w różnych sferach współczesnego życia społecznego. Czasopismo prowadzi też krytykę naukową publikując recenzje i przeglądy piśmiennictwa z jego obszaru problemowego oraz informuje o konferencjach poświęconych zagadnieniom współczesnej informatologii. Profil tematyczny ZIN obejmuje szeroki zakres problemów podejmowanych przez dyscypliny akademickie i dziedziny działalności zawodowej związane z zapewnianiem dostępu do utrwalonych zasobów informacji i wiedzy oraz ich wykorzystywaniem przez współczesnego człowieka i współczesne społeczeństwo. Na łamach ZIN publikowane są też artykuły prezentujące teoretyczną refleksję o praktycznej działalności informacyjnej prowadzonej w różnych dziedzinach i obszarach życia społecznego, a także wyniki badań służących poznaniu różnych uwarunkowań tej działalności oraz doskonaleniu jej metod i narzędzi.
Zakres tematyczny ZIN obejmuje problematykę z następujących obszarów:
- nauki o informacji w powiązaniu z bibliotekoznawstwem, archiwistyką, muzeologią oraz innymi dyscyplinami zajmującymi się problematyką zachowania i zapewnienia dostępu do dziedzictwa nauki i kultury
- zarządzania informacją i wiedzą
- komunikacji naukowej i cyfrowej komunikacji naukowej
- organizacji wiedzy
- teorii i praktyki metadanych
- zagadnień Web 2.0
- zagadnień Sieci Semantycznej
- architektury informacji
- projektowania użytecznych serwisów informacyjnych
- interakcji człowiek – komputer
- przetwarzania języka naturalnego
- wyszukiwania informacji
- wykorzystywania informacji i zachowań informacyjnych użytkowników
- społecznej recepcji nowoczesnych technologii informacyjnych
- kompetencji informacyjnych i cyfrowych
- polityki informacyjnej
- etyki informacyjnej.

„Zagadnienia Informacji Naukowej – Studia Informacyjne” adresowane są do wykładowców, badaczy i studentów nauki o informacji, a także praktyków działalności informacyjnej, krytycznie analizujących metody i narzędzia jej realizacji w różnych środowiskach dziedzinowych i organizacyjnych oraz polityków i donatorów działalności informacyjnej w różnych dziedzinach.